# Dolgorukov
Dolgorukov, eller Dolgorukij, är en rysk fursteätt.
Enligt tradition och sentida "stamböcker" har släkten påståtts stamma från Rurik, inom vilkens ätt Dolgorukij (egentligen "långhänt") bevisligen förekommit som tillnamn på storfurst Jurij Vladimirovitj av Kiev. Släkten kan dock påvisas genealogiskt först vid mitten av 1400-talet.

## Historia
Den på 1400-talet som "delfurste" vid Okas biflod Protva omnämnde Andrej Konstantinovitj Dolgorukov lär genom sina fyra sonsöner vara stamfar för alla kända grenar av släkten.
Vasilij Vladimirovitj Dolgorukov kuvade Donkosackerna 1708 och stred mot Karl XII 1708 - 09 men kom i konflikt med kejsarinnan Anna och dömdes till livstids fängelse för konspirationer.
Vasilij Lukitj Dolgorukov var sändebud bl.a. i Köpenhamn, Paris och Stockholm och verkade på sistnämnda post utan framgång för att med hjälp av det holsteinska partiet hindra Sveriges anslutning till den s.k. hannoveranska alliansen och istället förmå svenskarna att biträda Wienalliansen. Han var med om att hjälpa kejsarinnan Anna till tronen mot löfte om en starkare politisk ställning för aristokratin. När hon väl kommit till makten lät hon emellertid förvisa honom och senare avrätta honom.
Jekaterina Mikhailovna Dolgurokova blev 1880 tsar Alexander II:s andra gemål under titeln "furstinnan Jurlevskaja".

## Genealogi
Bland ättens medlemmar märks:
- Jurij Aleksejevitj Dolgorukov (död 1682), som var befälhavare under fälttåget i Polen 1654 och kuvade Stenka Razins uppror 1670-1671
- Jakov Fjodorovitj Dolgorukov (1639-1720)
- Vasilij Vladimirovitj Dolgorukov (1667-1746)
- Vasilij Lukitj Dolgorukov (1672-1739)
- Aleksej Grigorjevitj Dolgorukov (död 1734)
- Ivan Aleksejevitj Dolgorukov (1708-1739)
- Katarina Dolgorukova (1712-1747)
- Vasilij Michailovitj Dolgorukov (1722-1782)
- Ivan Michailovitj Dolgorukov (1764-1823)
- Michail Petrovitj Dolgorukov (1780-1808)
- Vasilij Andrejevitj Dolgorukov (1803-1868)
- Pjotr Vladimirovitj Dolgorukov (1816-1868)
- Jekaterina Dolgorukova (1864-1922)